# Сиаманна
Сиаманна (итал. Siamanna) — коммуна в Италии, располагается в регионе Сардиния, в провинции Ористано.
Население составляет 863 человека (2008 г.), плотность населения составляет 30 чел./км². Занимает площадь 28 км². Почтовый индекс — 09080;. Телефонный код — 0783.
Покровительницей коммуны почитается святая Лючия, празднование 22 августа.

## Демография
Динамика населения:

## Администрация коммуны
- Официальный сайт: http://www.comune.siamanna.or.it/